# Hi Fly

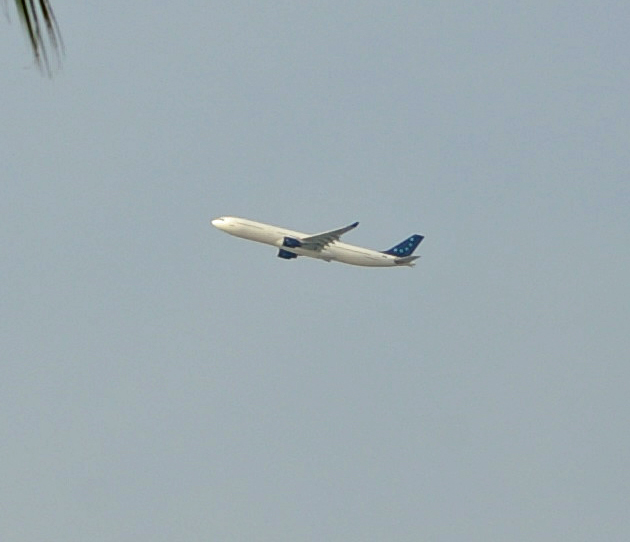
Airbus A330 авиакомпании Hi Fly над Дарвином, Австралия

Hi Fly — чартерная авиакомпания Португалии со штаб-квартирой в городе Лиссабон, специализирующаяся на пассажирских перевозках с использованием широкофюзеляжных самолётов.
Портом приписки авиакомпании является лиссабонский Международный аэропорт Портела.

## Общие сведения
Авиакомпания Hi Fly была образована в 2006 году в качестве чартерной авиакомпании страны, работающей в основном на дальних туристических направлениях. Владельцем перевозчика является частная инвестиционная группа Mirpuri Investments.

## Предоставляемые услуги
Помимо выполнения чартерных пассажирских перевозок авиакомпания Hi Fly предоставляет услуги по сухому и мокрому (вместе с экипажами) лизингу самолётов, страхованию воздушных судов, краткосрочным и долгосрочным договорам с частными компаниями, туристическими агентствами, правительствами стран, частными лицами и другими авиаперевозчиками.

## Флот
По состоянию на февраль 2020 года воздушный флот авиакомпании составляет следующие самолёты: